# Baneberg
Der Baneberg ist ein 140 m Berg in Westflandern im Heuvelland in der Nähe von Loker in der belgischen Provinz Westflandern.
Zwischen dem Baneberg und Vidaigneberg befindet sich seit 1957 ein Sessellift.

## Geographische Lage
Der Baneberg ist Teil der zentralen Hügelkette im Heuvelland, der auch aus dem Mont Watten, Kasselberg, Wouwenberg, Katsberg, Boeschepeberg, Kokereelberg, Zwarteberg, Vidaigneberg, Rodeberg, Sulferberg, Goeberg, Scherpeberg, Monteberg, Kemmelberg und Lettenberg besteht.

## Radrennen
Der Weg über den Baneberg lag schon häufig auf der Route verschiedener bekannter Straßenradrennen in der Region. Insbesondere wird er regelmäßig im Rahmen von Gent–Wevelgem befahren, wobei der Anstieg hier von Nordwesten über die kurze, aber steile Straße Lijstermolendreef erfolgt.

## Belege
1. ↑  Cartes topographiques Belgique: 1 : 50 000, Institut géographique national (Belgique). Lannoo Uitgeverij, 2005, S. 381
2. ↑  Kabelbaan Cordoba (Memento des Originals vom 16. Oktober 2018 im Internet Archive)  Info: Der Archivlink wurde automatisch eingesetzt und noch nicht geprüft. Bitte prüfe Original- und Archivlink gemäß Anleitung und entferne dann diesen Hinweis., westtoer.be
3. ↑  Omer Vandeputte: Gids Voor Vlaanderen, Lannoo Uitgeverij, 2007, S. 549
4. ↑  Peter Cuypers: Flandern, Lannoo Uitgeverij, 1989, S. 25
5. ↑  75e editie Kattekoers opent Topcompetitie. 13. März 2015, abgerufen am 29. Oktober 2018 (niederländisch).
6. ↑  GentT - Wevelgem 2018: Parcours. Abgerufen am 29. Oktober 2018 (niederländisch).